# أمير إيزاغويري
أمير إيزاغويري (بالإسبانية: Emir Izaguirre)‏ هو لاعب كرة قدم أرجنتيني في مركز الهجوم، ولد في 26 يناير 1995 في Viale, Entre Ríos ‏ في الأرجنتين. لعب مع أتليتيكو توكومان.

## وصلات خارجية
- أمير إيزاغويري على موقع قاعدة بيانات كرة القدم.إي يو (الإنجليزية)
- أمير إيزاغويري على موقع Soccerway.com (الإنجليزية)